# Cristian Borja
Cristian Martínez Borja (Quibdó, 1 de janeiro de 1988) é um futebolista colombiano que atua como atacante. Atualmente joga pelo Patriotas.

## Carreira

### Caxias
Em 2009, Borja foi apresentado para jogar no Caxias, sendo um dos maiores jogadores da história do Caxias, com o faro de artilheiro se destacou muito atraindo os olhares do clubes do Brasil e Argentina.

### Flamengo
Em julho de 2010, foi confirmado como novo reforço do Flamengo por empréstimo de 1 ano, junto ao Caxias. Não desencantou no ataque flamenguista da época. Foi chamado para jogar no Campeonato Brasileiro Sub-23 e lá fez um gol na vitória do Flamengo sobre o Fluminense, por 2x0. O Flamengo, entretanto, não teve interesse em continuar o com o jogador de 22 anos, e rescindiu o seu contrato.

### Estrela Vermelha
Em 28 de dezembro de 2010, foi apresentado pelo Estrela Vermelha, por indicação de Petković, que havia jogado com ele no Flamengo.

## Vida Pessoal
Cristian Borja é primo de Rentería, que foi campeão da Libertadores em 2006 pelo Internacional.

## Títulos
LDU
- Campeonato Equatoriano: 2018